# Ernst Spiro
Ernst Spiro (geboren 4. Juni 1873 in Ostrowo, Provinz Posen; gestorben 7. Januar 1950 in London) war ein deutscher Ingenieur und Eisenbahner. Nach dem Ingenieursstudium trat er in den Dienst der Preußischen Staatseisenbahnen. Bis 1933 stieg er bei der Deutschen Reichsbahn-Gesellschaft zum Reichsbahndirektor und Leiter des Reichsbahn-Zentralamts für Einkauf auf. Nach 1933 wurde er als Jude von den Nationalsozialisten verfolgt und seiner Tätigkeit enthoben. Ihm gelang 1939 die Emigration nach Großbritannien.

## Leben
Ernst Spiro wurde als Sohn einer assimilierten jüdischen Familie in Ostrowo geboren, wo er auch zur Schule ging. Der Chemiker und Nobelpreisträger Fritz Haber war sein Cousin. Nach dem 1892 absolvierten Abitur studierte Spiro ab dem gleichen Jahr Maschinenbau an der Technischen Hochschule Charlottenburg. Zu seinen Kommilitonen gehörte auch Carl Friedrich von Siemens, der spätere Präsident des Verwaltungsrats der Deutschen Reichsbahn-Gesellschaft. Spiro entwickelte bereits während des Studiums Interesse an elektrischen Maschinen und Hebezeugen. Das Studium schloss er 1896 ab, ein Jahr später trat er als Regierungsbauführer zur Ausbildung in den Dienst der Preußischen Staatseisenbahnen ein. Diese Referendarszeit schloss Spiro am 25. November 1901 mit der Baumeisterprüfung ab.
Bei der Königlichen Eisenbahndirektion (KED) Frankfurt/Main trat er seine erste Stelle als „wissenschaftlicher Hilfsarbeiter“ an, 1903 wechselte er in gleicher Funktion zur KED Saarbrücken. In Saarbrücken lernte er den ebenfalls in der Eisenbahndirektion tätigen späteren Reichsbahn-Generaldirektor und Reichsverkehrsminister Julius Dorpmüller kennen. Spiro war in Saarbrücken vor allem mit der Einführung der elektrischen Energie bei den Preußischen Staatsbahnen befasst. 1908 wurde er zum Bauinspektor befördert.

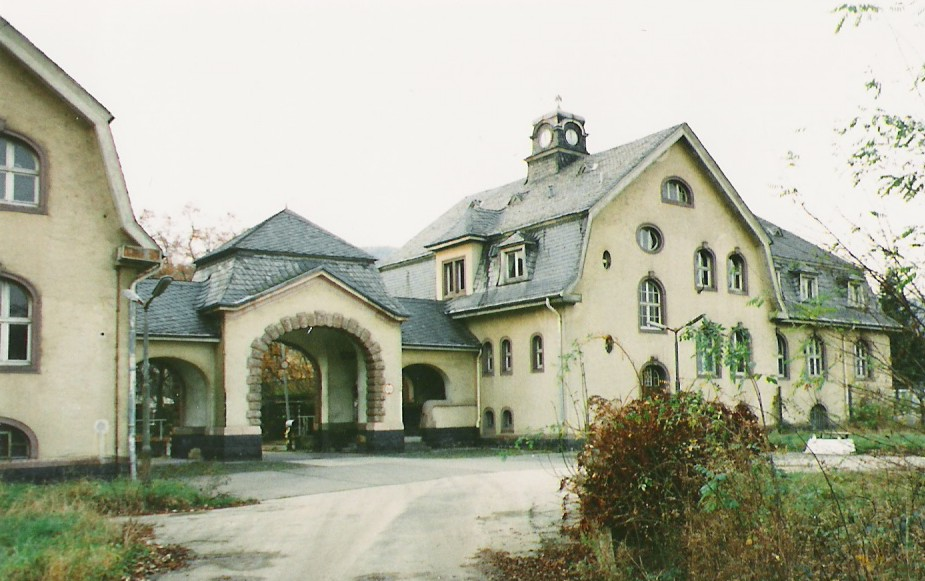
Die Direktorenvilla des Ausbesserungswerks Trier, Wohnort der Familie Spiro von 1911 bis 1920

1909 erhielt Spiro den Auftrag, in Trier-Euren eine neue Hauptwerkstatt für die Ausbesserung von Dampflokomotiven zu errichten, das spätere Ausbesserungswerk Trier. Spiro kümmerte sich vor allem um eine entsprechende technische Ausstattung des Werks, das mit modernen Krananlagen und Hebezeugen in der Ausbesserungshalle sowie einer Dreherei, Gießerei und weiteren Werkstätten ausgerüstet wurde. Nach Fertigstellung und Eröffnung am 1. Juli 1911 übernahm er als Vorstand des Eisenbahn-Werkstättenamts Trier die Leitung des Werks. Im gleichen Jahr heiratete Spiro in Trier die aus Breslau stammende Margarete Sachs. Das Ehepaar bekam einen Sohn und eine Tochter.
Neben der technischen Ausrüstung war Spiro auch um die soziale Absicherung der Arbeiter bemüht. 1912 wurde er Vorstandsvorsitzender der Wohnungsgenossenschaft des Werks, die neben der Werkstätte eine Siedlung mit 124 Häusern errichtete. Spiro setzte entgegen dem Wunsch des damaligen Ministers für öffentliche Arbeiten, Paul von Breitenbach, erstmals in die Häuser integrierte Toiletten durch. In Würdigung seines Wirkens erhielt eine Straße an der Siedlung bald den Namen Spirostraße. 
Auf eine Ausschreibung des Vereins Deutscher Maschinen-Ingenieure hin verfasste Spiro eine Studie zum Einsatz von Hebezeugen in Werkstätten. Diese auf seinen Erfahrungen beim Bau der Trierer Werkstatt basierende Arbeit wurde am 30. Juni 1914 von der TH Charlottenburg als Dissertation unter dem Titel Der wirtschaftliche Einfluss der gebräuchlichsten Hebezeuge auf die Lokomotiv-Ausbesserungs-Werkstätten der Eisenbahnen angenommen. Betreuer  von Spiros Doktorarbeit waren die Professoren Johannes Obergethmann und Otto Kammerer. Im gleichen Jahr veröffentlichte Spiro die Arbeit beim Verlag von Friedrich Carl Glaser in Berlin.
Während des Ersten Weltkriegs blieb Spiro Leiter der Trierer Werkstatt. Für seine Arbeit während des Krieges erhielt er unter anderem die Rote-Kreuz-Medaille und das oldenburgische Friedrich-August-Kreuz.
Mit der Gründung der Deutschen Reichsbahn 1920 verließ Spiro Trier und wechselte als Direktionsmitglied zur Reichsbahndirektion Altona, wo er Dezernent für Werkstättenorganisation wurde. Bald übernahm er die Leitung der Altonaer Werkstättenabteilung. Die Reichsbahndirektion Altona war als Geschäftsführende Direktion auch für die Werkstätten und Ausbesserungswerke der Direktionen Oldenburg, Schwerin, Hannover und Münster zuständig. In Spiros Verantwortungsbereich fielen damit die Ausbesserungswerke Lingen, Oldenburg, Bremen-Sebaldsbrück, Hannover-Leinhausen, Osnabrück, Stendal, Wittenberge, Glückstadt, Neumünster und Rostock sowie die Werkstättenämter Harburg und Malchin. Spiro wurde in dieser Zeit nahegelegt, sich taufen zu lassen, wenn er Präsident einer Reichsbahndirektion werden wolle. Er lehnte dies ab, wie er es auch Fritz Haber übel genommen hatte, dass dieser sich aus Karrieregründen taufen ließ.
Reichsbahn-Generaldirektor Julius Dorpmüller holte den als Fachmann anerkannten und auch durch weitere Publikationen hervorgetretenen Spiro schließlich 1929 nach Berlin. Er sollte das für die gesamte Fahrzeugkonstruktion sowie die Beschaffung von Fahrzeugen und Betriebsstoffen der Reichsbahn zuständige Reichsbahn-Zentralamt (RZA) reorganisieren und dessen Einkaufsabteilung übernehmen. Durch zu große Nähe zwischen einzelnen Dezernenten, Handelsfirmen und dem für Einkauf zuständigen Reichsbahnvorstand Gustav Hammer waren Korruptionsvorwürfe aufgekommen. Spiro übernahm es, das RZA in Umsetzung von Vorschlägen des Präsidenten des Reichsrechnungshofs, Moritz Saemisch, in vier Spartenämter aufzuteilen und so Konstruktion und Einkauf sauber zu trennen. Am 1. Dezember 1930 wurde das RZA entsprechend Spiros Vorschlägen aufgeteilt. Dorpmüller ernannte Spiro am gleichen Tag zum Direktor des Reichsbahn-Zentralamts für Einkauf sowie zugleich zum Vorsitzenden Amtsleiter aller vier Zentralämter, letzteres befristet bis Ende 1933. Sein Nachfolger in Altona wurde Paul Levy. Spiro gelang es schrittweise, die direkten Eingriffe Hammers in das RZA zu reduzieren.
Als Jude hatte Spiro bereits vor 1933 Schmähungen und Angriffe durch nationalsozialistisch gesinnte Eisenbahner erlebt. Die NSDAP hatte wiederholt den Reichsbahnvorstand vehement kritisiert und sowohl dem Generaldirektor Dorpmüller wie auch weiteren Vorstandsmitgliedern und leitenden Reichsbahnbeamten Korruption unterstellt. Vor allem das RZA für Einkauf war aufgrund der engen Beziehungen zur Schwerindustrie ins Visier der Nationalsozialisten geraten. Dorpmüller, der nach der „Machtergreifung“ zunächst heftig von Mitgliedern der Reichsbahn-NSBO und der NS-Fachschaft Reichsbahn als „Plutokrat“ und Gehilfe der Weimarer Erfüllungspolitiker kritisiert wurde, sah sich veranlasst, bereits im Februar 1933 die meisten der wenigen jüdischen oberen Reichsbahnbeamten der Reichsbahn-Hauptverwaltung und der Zentralämter vom Dienst zu beurlauben. Neben Spiro traf dies unter anderem Alfred Baumgarten, den Schöpfer des Reichsbahn-Kursbuchs. Dorpmüller wurde dennoch im Mai 1933 auf einer Veranstaltung der NS-Fachschaft mit öffentlich erhobenen Vorwürfen konfrontiert, er wolle Spiro wieder mit wichtigen Aufgaben betrauen. Zum 30. September 1933 wurde Spiro schließlich formell in den Ruhestand versetzt, nachdem er aufgrund des Berufsbeamtengesetzes im Juli 1933 mit einem Schreiben Dorpmüllers bei vollen Bezügen pensioniert wurde. Spiro zeigte sich vom Verhalten Dorpmüllers, mit dem das Ehepaar Spiro vor 1933 auch private Kontakte gepflegt hatte, tief enttäuscht. Die verschiedenen Korruptionsvorwürfe waren schließlich substanzlos, es kam nicht zu entsprechenden Gerichtsverfahren. Die Trierer Spirostraße wurde 1934 in Gartenstraße umbenannt.
Spiro reiste mit seiner Frau im Frühjahr 1933 zunächst nach Ägypten, wo ihm die dortige Staatsbahn ein Angebot als Berater machte. Er konnte sich jedoch nicht dazu entschließen und kehrte im Sommer 1933 nach Deutschland zurück. Nachdem seine Kinder bereits zuvor emigriert waren, beschloss das Ehepaar Spiro erst nach der Reichspogromnacht im November 1938 seine Emigration. Im Mai 1939 gelang beiden noch kurz vor Beginn des Zweiten Weltkriegs die Ausreise nach England, wo ihr Sohn lebte. Nach Kriegsbeginn wurde Spiro 1940 als „Enemy Alien“ kurzzeitig interniert. Sein Bruder Max, der das elterliche Geschäft übernommen hatte, wurde 1942 in Auschwitz ermordet.
Nach Kriegsende wurde Spiro 1949 durch die neugegründete Deutsche Bundesbahn wieder in seine alten Beamtenrechte eingesetzt. Zuvor hatte die Stadt Trier der Spirostraße 1948 ihren Namen zurückgegeben. Spiro selber gelang die Rückkehr nach Deutschland nicht mehr, er starb im Januar 1950 in London. Die Deutsche Bundesbahn würdigte ihn und den 1951 verstorbenen Alfred Baumgarten in einem gemeinsamen Nachruf in der Zeitschrift „Die Bundesbahn“. Seine Witwe war 1961 Gast bei der 50-Jahr-Feier des Ausbesserungswerks Trier.

## Veröffentlichungen
- Tunneluntersuchungswagen der Kgl. Eisenbahndirektion Saarbrücken, in: Elektrische Kraftbetriebe und Bahnen 17, 1909, S. 249
- Über die Wirtschaftlichkeit der zur Zeit gebräuchlichsten Hebezeuge in Lokomotiv-Werkstätten der Eisenbahn-Verwaltung. Berlin 1914
- Rationalisierung im Werkstättenwesen der Deutschen Reichsbahn in: VDI-Zeitschrift 1928, S. 293
- Das Reichsbahn-Zentralamt für Einkauf in: Die Reichsbahn 8 (1932), S. 502
- Reichsbahn und Wirtschaft. in: Deutsche Wirtschafts-Zeitung (Berlin), Ausgabe vom 23. März 1933, S. 271